# Simoliophiidae
Simoliophiidae es una familia extinta de serpientes que vivieron durante la época Cenomaniense del Cretácico Superior. La familia fue nombrada en 1923 por Franz Nopcsa como "Pachyophiidae", denominación que fue corregida a Pachyophiidae en 1999 por M. Lee y colaboradores, el cual ha sido el nombre comúnmente usado para el grupo pero Simoliophiidae tiene prioridad.

## Taxonomía
- Simoliophiidae
  - Simoliophis Sauvage, 1880 (género tipo)
  - Eupodophis Rage et al., 2000
  - Haasiophis Tchernov et al., 2000
  - Mesophis Bolkay, 1925
  - Pachyophis Nopcsa, 1923
  - Pachyrhachis Haas, 1979